# アルブレヒト・ペンク
アルブレヒト・ペンク（Albrecht Penck、1858年9月25日 - 1945年3月7日）は、ドイツの地理学者および地質学者。ヴァルター・ペンク（Walther Penck）の父である。陸半球・水半球の名付け親である。
ペンクは地形学と気候学の研究に専念し、ウィーン大学の自然地理学科の国際的な評判を高めた。地形学に関しては、アメリカの地理学者ウィリアム・モーリス・ディヴィスによる「地形は幼年期、壮年期、老年期、準平原という一連の流れで変化する」という地形輪廻（侵食輪廻）説に対して懐疑的だったとされるが、ベルリン大学にディヴィスを招いて講義をさせている。一方で地誌学や人文地理学の論文・著述も発表している。特に、ヨーロッパにおけるドイツの文化の広がりに関する研究やフリードリヒ・ラッツェルの提唱した「生活圏」（ドイツ語: Lebensraum）の概念の洗練が知られる。
画家・彫刻家のラルフ・ヴィンクラーは、1966年にペンクを偲び、A.R.ペンク（A. R. Penck）を筆名に採用した。
ペンクの名前にちなんだ月の表の山がペンク山となる。

## 生涯

### 幼少から学生時代
ライプツィヒの東郊外にあるロイドニッツ（Reudnitz）に生まれ、両親に伴われブレーメンへ移った。父が地理に関心を持つ商人であったことと、ブレーメンで遠洋を行く汽船を見たことによりペンクは外国のことを学びたいと思うようになった。1875年に16歳にしてライプツィヒ大学に入学、ヘルマン・コルベやフェルディナント・ツィルケルらから自然科学の基礎を学んだ。在学中にはザクセンに派遣され、地質調査を行い、その報告書はペンクが初めて発表した出版物となった。この報告書の執筆背景には北ドイツの漂礫土が漂流する氷山によるとする「漂流説」と氷河によるとする「氷河作用説」の対立があった。1880年にはミュンヘン大学へ移り、1882年に発表した(PENCK(1882))はミュンヘン大学賞を受賞した。この研究は氷期研究の新時代を開拓するものであった。1883年から1885年にかけてペンクはスコットランド、ピレネー山脈、ドイツ国内を旅して多数の論文を発表し、自身の研究の方向性として、氷期と地形学の研究を見出した。

### 教授時代

#### ウィーン
1885年、ウィーン大学に呼ばれて教授となり、自然地理学と歴史地理学を担当することになった。ウィーン大学の教授職の枠は当初、フェルディナント・フォン・リヒトホーフェンに提示されたものだったが、リヒトホーフェンが招聘（しょうへい）を断ったためペンクが着任することになったという。同時期に私生活では1886年にバイエルン州の作家ルートヴィヒ・ガングホーファー（Ludwig Ganghofer）の姉妹と結婚した。
ウィーン時代のペンクは学問的業績の最高潮で、野外巡検の重視と魅力的な講義や論文で学生を引き付け、アルフレート・メルツら多数の学生を指導した。この頃に執筆した『地表の形態学』と『氷期のアルプス山脈』はペンクの代表作となった。また、この時に書いたドイツ地誌は「なぜこの事象が発生したか」という原因の解明を中心に記述し、それまでの博物学的な寄せ集めの地誌とは一線を画した。地図学でも貢献し、1891年にはスイス・ベルンで開かれた第5回国際地理学会議の場で統一された規格の世界地図（100万分の1万国図）の作成を提案した。この提案は1909年の万国図国際会議での万国図作成の議定書策定につながった。1905年にペンクはスウェーデン王立科学アカデミーの会員に選ばれた。そしてウィーン時代にはカナダ・アメリカ・メキシコ・南アフリカ・エジプトへ出かけ、それぞれの地域に関する論文をまとめている。

#### ベルリン
1906年にベルリン大学へ移籍し、海洋学研究所（海洋学博物館を兼ねる）の所長・館長、陸地測量部顧問、学術探検の計画者、植民問題顧問とさまざまな役職をこなした。大学者・リヒトホーフェンの死後を受けてのベルリン大学教授職は任が重く、当初同僚との関係も良好とは言えなかった。ウィーン時代に比べると研究業績は少なくなったが、1910年に発表した「自然地理学的基礎における気候分類の試み」は重要な論文である。この論文の中でペンクは、世界の気候を完湿潤・湿潤・半湿潤・乾燥・亜氷雪に分類した。ドイツの地理学者ヘルマン・フローンは、ペンクによる気候帯とケッペンの気候区分、自身の考案したフローンの気候区分との対応関係を示した論文を出している。（詳細は「フローンの気候区分#フローンによる区分」を参照。）
1909年にはディヴィスとの交換教授としてアメリカへ渡り、エール大学やコロンビア大学などで講演をした後、ハワイ、日本、華北、シベリアを経由して帰途に就いた。1914年には、自然地理学の功績などに対して、イギリスの王立地理学会から金メダル（創立者メダル）を贈られた。第一次世界大戦中はイギリスの招待でオーストラリアで生活するが、その後イギリスで拘留を経験する。この時の体験談は1915年に『イギリスにとらわれて』という題名で出版された。1917年から1918年にかけて、ペンクはベルリン大学総長を務め、「ベルリン大学における地理学」などの総長演説を打った。第一次大戦後は一時的に政治地理学や植民地理学への関心を高めたが、その後元の純粋な研究に戻っている。

### 晩年
1923年、将来を期待していた長男のヴァルター・ペンクが死去するという悲劇に見舞われ、1926年にベルリン大学を退官する。1943年には自宅を爆弾によって破壊され、病気を抱えた妻を連れて、ヒンデンブルク（現在のポーランド・ザブジェ）に引っ越し、さらに1944年1月に娘夫婦（夫がプラハ・カレル大学の生理学教授だった）が手配したプラハの病院に2室を得て生活するようになる。ここで妻に先立たれ、愛妻家のペンクは快活で優しい性格の妻を失った後、彼の言葉からは著しい消耗が感じ取られたという。入院生活中は教え子をはじめ多くの見舞客があり、1944年に84歳の誕生日を元気に迎えて以降、病状は悪化、翌1945年3月7日の夕方に駆け付けた娘に看取られながらその生涯を閉じた。プール・ル・メリット勲章平和章を受勲。

## 日本との関係
日本の地理学者・山崎直方は、ウィーン大学に留学した際、ペンクに指導を受け、ペンクの影響で岩石学や災害研究から地理学へ軸足を移した。また1909年に旅行で日本を訪れ、東京帝国大学総長の濱尾新に招待され、東京帝国大学を訪れた。
ベルリン大学教授時代には、物理学者の寺田寅彦がペンクの講義を受け、巡検に参加している。寺田はペンクの講義の感想を「平明でしかも興味あり示唆に富んだ立派な講義」と述べ、巡検時は足が早かったと述懐している。

## 主な著書
- PENCK, A (1882). “Die Vergletscherung der deutschen Alpen, ihre Ursachen, periodische Wiederkehr und ihr Einfluss auf die Bodengestaltung”. Leipzig (Joh. A. Barth). "教授論文 : （邦題.抄訳）「ドイツアルペンの氷河作用、その原因、その周期的反復及び地形形成への影響」"
- 『地表の形態学』（Morphologie der erdoberfläche）全2巻、1894年
- 『氷期のアルプス山脈』（Die Alpen im Eiszeitalter）; E. Brucknerとの共著、全3巻、1909年

## 受賞歴
- 1882年 - ミュンヘン大学賞
- 1914年 - 金メダル、チャールズ・P・デイリー・メダル
- 1925年 - コテニウス・メダル